# Нолан, Джонатан
Джо́натан Но́лан (англ. Jonathan Nolan; род. 6 июня 1976, Лондон) — англо-американский режиссёр, продюсер, сценарист. Брат Кристофера Нолана.

## Биография
Джонатан Нолан родился в Лондоне, но вырос в Чикаго. В 1994 году он окончил Академию Лойолы в Иллинойсе, а в 1999 — Джорджтаунский университет в Вашингтоне. В университете написал рассказ Memento Mori, по которому впоследствии со своим братом Кристофером написал сценарий для фильма «Мементо» (2000), за который братья были номинированы на «Оскар» за лучший оригинальный сценарий. Джонатан Нолан работал с братом как сценарист в крупнобюджетных лентах «Престиж», «Тёмный рыцарь» и «Интерстеллар». В ноябре 2014 года стало известно, что Джонатан приступит к адаптации научно-фантастического цикла романов Айзека Азимова «Основание» (англ. Foundation) для американского телеканала HBO, а также выступит продюсером данного проекта.

### Личная жизнь
Женат на продюсере и сценаристе Лизе Джой. У них есть дочь и сын.

## Фильмография
| Год       |   | Русское название                   | Оригинальное название | Примечание                                |
| --------- | - | ---------------------------------- | --------------------- | ----------------------------------------- |
| 2000      | ф | Мементо                            | Memento               | сценарист, автор романа                   |
| 2006      | ф | Престиж                            | The Prestige          | сценарист                                 |
| 2008      | ф | Тёмный рыцарь                      | The Dark Knight       | сценарист                                 |
| 2009      | ф | Терминатор: Да придёт спаситель    | Terminator Salvation  | сценарист (в титрах не указан)            |
| 2011—2016 | с | В поле зрения                      | Person of Interest    | автор идей, сценарист, продюсер, режиссёр |
| 2012      | ф | Тёмный рыцарь: Возрождение легенды | The Dark Knight Rises | сценарист                                 |
| 2014      | ф | Интерстеллар                       | Interstellar          | сценарист                                 |
| 2016—2022 | с | Мир Дикого Запада                  | Westworld             | автор идей, сценарист, продюсер, режиссёр |
| 2022      | с | Периферийные устройства            | The Peripheral        | продюсер                                  |
| 2024      | с | Фоллаут                            | Fallout               | продюсер, режиссёр                        |

## Награды
- 2001 — премия за лучший сценарий на кинофестивале «Сандэнс» («Мементо»)
- 2002 — премия Брэма Стокера за лучший сценарий («Мементо»)
- 2009 — премия «Сатурн» за лучший сценарий к фильму «Тёмный рыцарь» (совместно с Кристофером Ноланом)
- 2015 — премия «Сатурн» за лучший сценарий к фильму «Интерстеллар» (совместно с Кристофером Ноланом)